# Jindřich Pruský (1747–1767)
Princ Fridrich Jindřich Karel Pruský, německy: Friedrich Heinrich Karl (30. prosince 1747 – 26. května 1767) byl druhý syn prince Augusta Viléma, bratra krále Fridricha Velikého. Jeho bratrem byl král Fridrich Vilém II. Pruský.

## Život
Hned v mládí získal několik vojenských vyznamenání; dne 16. ledna 1748 se stal členem Řádu černé orlice a dne 20. září 1764 se stal kapitánem a velitelem vojenské skupiny. V září téhož roku povýšil na generála dne 26. dubna 1767 byl králem Fridrichem II. jmenován major generálem.
Ve věku 17 let se princovým guvernérem stal Hans von Blumenthal.
Princ Jindřich byl předurčen být skvělým vojevůdcem a král do něj vkládal veškeré své naděje. Během návštěvy Berlína v květnu 1767 se však nakazil neštovicemi a zemřel 26. května 1767 ve věku 19 let.